# Calamochrous pallidalis
Calamochrous pallidalis là một loài bướm đêm trong họ Crambidae.